# Брейкш, Николай
Николай Антонович Брейкш (латыш. Nikolajs Breikšs; 10 января 1911 — 1 августа 1972) — латвийский художник. Народный художник Латвийской ССР (1971).

## Биография
Николай Брейкш родился 10 января 1911 года в Могилёве в семье землемера.
Учился на архитектурном отделении Рижского государственного техникума. Окончил мастерскую пейзажной живописи В. Пурвитиса Латвийской академии художеств (1937).
Работал учителем Вилякской начальной школы (1939—1940), Резекненского государственного коммерческого училища (1940—1941), Резекненской начальной школы (1941—1942). С 1945 года педагог Латвийской государственной академии художеств; доцент (с 1952), профессор (1972). Председатель совета Художественного фонда (1959—1963).
Был одним из организаторов Резекненской группы художников (1934—1944) и членом Сообщества изящных искусств (1942—1945). Член Союза художников Латвии (с 1945), заместитель председателя (1960—1967).
Умер 1 августа 1972 года в Риге, похоронен на Лесном кладбище.

## Творчество
Принимал участие в выставках с 1935 года. В ранних работах тяготел к предметной живописи, в дальнейшем предпочитал пейзаж и натюрморт. Заметно влияние традиций бельгийской художественной школы — экспрессивный, сильно выраженный мазок, сопряжённый с замысловатой игрой колоритных красок и контрастной светотени. Наиболее известные работы: «Улица в Виляке» (1935), «Натюрморт с тетеревом» (1959), «Море у Витрупе» (1966), «Рыба с зелёной кружкой» (1972).

## Награды и звания
- Медаль «За трудовое отличие» (03.01.1956)
- Народный художник Латвийской ССР (1971)
- Заслуженный деятель искусств Латвийской ССР (1965)